# Данильчук Василь Павлович
Данильчýк Василь Павлович (* 30 листопада 1937, Харків, УРСР — † 10 серпня 2014, Київ, Україна) — український художник-графік, оформлювач та ілюстратор книжок, провідний фахівець у галузі енциклопедичних видань.

## Біографія
Народився в сім'ї робітника, вихідця з Волині. Закінчив у Києві технікум за фахом «технік-ливарник». 1970 закінчив Київський вечірній факультет Українського поліграфічного інституту імені Івана Федорова (дипломний проект — художнє оформлення кіноповісті О. П. Довженка «Зачарована Десна», захистив із відзнакою).
У 1959 — 1972 працював у Центральному конструкторському бюро Держплану УРСР (згодом — Всесоюзний проектно-конструкторський інститут зварювального виробництва): технік-технолог, інженер-технолог, старший художник-конструктор.
З 1972 до 2011 — в Головній редакції Української Радянської Енциклопедії (з 1991 — видавництво «Українська енциклопедія» імені М. П. Бажана), де працював на посадах старшого наукового редактора, провідного художнього редактора, завідувача редакції ілюстрацій і картографії, керівника відділу художньо-технічного конструювання книги, заступника відповідального секретаря.

Надгробок Василя Данильчука на Лісовому кладовищі

Помер після тривалої важкої хвороби. Похований на Лісовому кладовищі в Києві.

## Доробок
Автор художнього оформлення багатьох книжкових видань, зокрема:
- Медведєва Л. М., Медведєва Н. Ю. Англо-українсько-російський словник усталених виразів. — К. : УЕ, 1992. — 493 с. (художник оправи)
- Вулиці Києва: довідник / за ред. А. В. Кудрицького. — К. : УЕ, 1995. — 352 с. (художнє оформлення та редагування, графіка)
- Падалка О. С., Нісімчук А. М., Смолюк І. О., Шпак О. Т. Педагогічні технології: навчальний посібник для вузів. — К. : УЕ, НР ГРК КПУ, 1995. — 254 с. (художник і художній редактор)
- Київський центральний архів давніх актів (1852—1943): збірник документів у 2 т. / керівник проекту О. В. Музичук. — К., 2002 (автор художнього оформлення та обкладинки)[1]

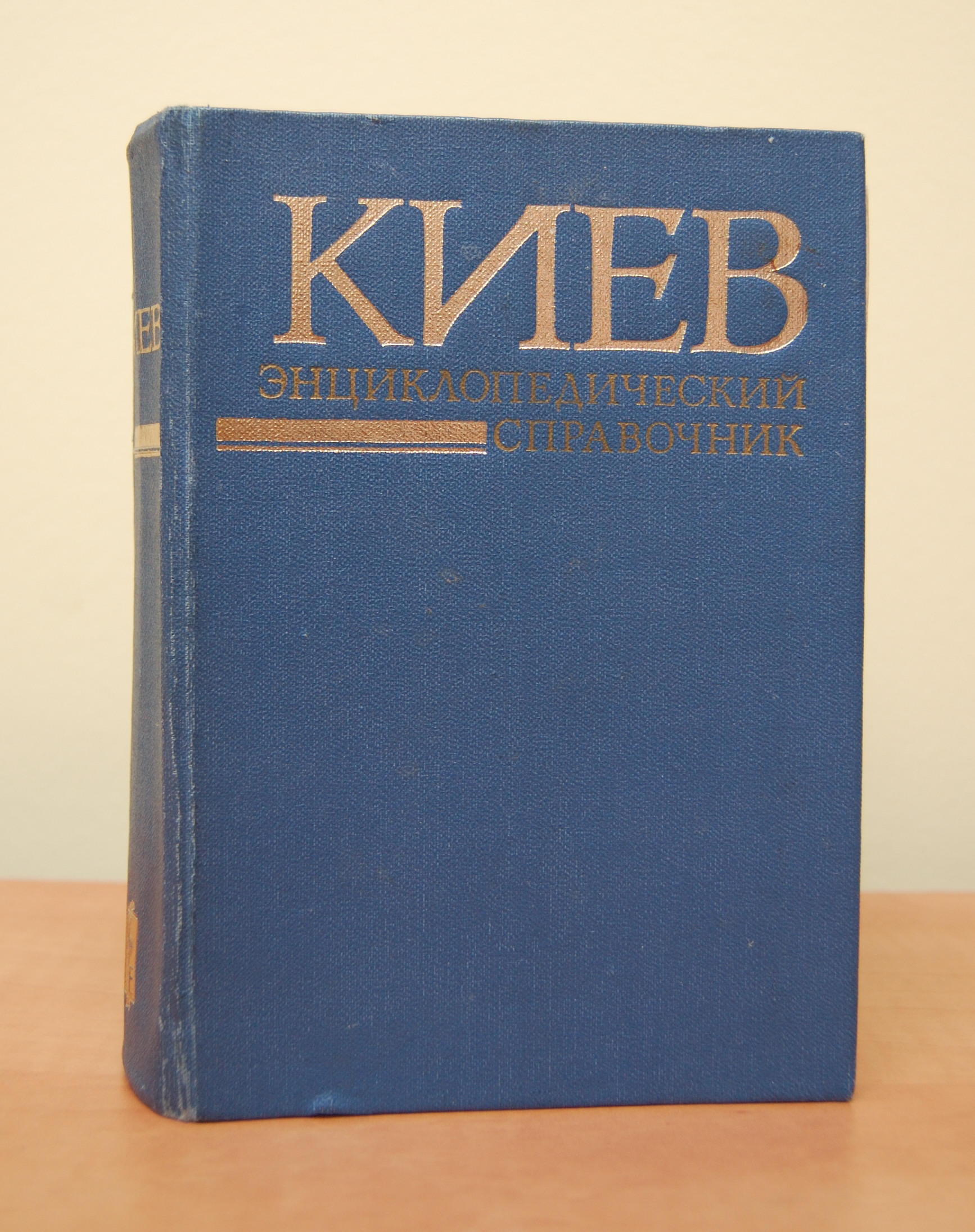
Оправа енциклопедичного довідника «Киев», 1982 р.

Як художній редактор, працював над підготовкою видань:
- У пам'яті народній. — К. : УРЕ, 1975 (художній редактор, у співавт.)
- В памяти народной. — К. : УРЕ, 1985 (художній редактор, у співавт.)
- Киев: энциклопедический справочник. — К. : УРЕ, 1982, 2-е изд.: 1986 (художній редактор, автор оправи)
- Соціологія: навчальний посібник / за ред. С. О. Макєєва. — К. : УЕ, 1999. — 352 с. (художній редактор)
- Щербань О. Я. Короткий російсько-український словник сталих економічних термінів. — К. : УЕ, 2008. — 68 с. (художньо-технічний редактор)
- Серія видань «Бібліотека Української Літературної Енциклопедії: вершини письменства» (редколегія: Павличко Д. В. (голова), Зяблюк М. П. (заступник голови) та ін.):
  - Бажан М. П. Вибрані твори: у 2 т. — К., 2003—2004 (художня редакція)
  - Рильський М. Т. Вибрані твори: у 2 т. — К., 2005—2006 (художня редакція і макет)
  - Олійник Б. І. Вибрані твори: у 2 т. — К., 2005—2006 (художня редакція і макет)
  - Павличко Д. В. Вибрані твори: у 2 т. — К., 2008—2009 (художня редакція і макет)
  - Тичина П. Г. Вибрані твори: у 2 т. — К., 2011—2012 (художня редакція і макет)

Брав участь у редакційно-видавничій підготовці Української Радянської Енциклопедії у 12 т., 13 кн. (2-ге видання; 1977—1984 рр., укр. мовою; 1978—1985, рос. мовою), Українського Радянського Енциклопедичного Словника у 3 т. (2-ге видання, 1986—1987 рр., укр. мовою; 1988—1989, рос. мовою), першої в СРСР персональної енциклопедії — «Шевченківського словника» у 2 т. (1976—1977), енциклопедії «Мистецтво України» (т. 1, 1995), біографічного довідника «Мистецтво України» (1997) та багатьох інших довідково-енциклопедичних і словникових видань у 1970-х — 2000-х роках.
Автор численних графічних і живописних робіт у жанрі пейзажу, портрета, натюрморту, а також дерев'яної скульптури малих форм.

## Нагороди та відзнаки
- Почесна грамота Кабінету Міністрів України (2003)
- Почесна грамота Київської міської державної адміністрації (2002)
- Почесна грамота Української асоціації виробників поліграфічної продукції (2001)
- Почесна грамота Українського фонду культури (2003)

## Виноски
1. ↑  Київський центральний архів давніх актів. Архів оригіналу за 15 грудня 2014. Процитовано 28 листопада 2014.